# Арнольдо Еррера
Арнольдо Еррера (ісп. Arnoldo Herrera, 7 березня 1996) — коста-риканський плавець. Учасник Чемпіонату світу з водних видів спорту 2017, де в попередньому зарливі на дистанції 100 метрів брасом посів 60-те місце і не потрапив до півфіналу. Учасник Чемпіонату світу з водних видів спорту 2019.